# Tworzyków (Nowa Ruda)
Tworzyków (niem. Haumberg) – część miasta Nowa Ruda w Polsce, położona w województwie dolnośląskim, w powiecie kłodzkim.

## Położenie
Tworzyków to osiedle położone w Sudetach Środkowych, na południowo-wschodnim zboczu północnej części Wzgórz Włodzickich, pomiędzy Sokolim Stokiem a Boguszą, na wysokości 370–460 m n.p.m.

## Podział administracyjny
W latach 1975–1998 miejscowość administracyjnie należała do województwa wałbrzyskiego.

## Historia
Tworzyków powstał na początku XIX wieku jako kolonia Włodowic. W roku 1840 było tu tylko jedno gospodarstwo, miejscowość rozwinęła się dopiero z początkiem XX wieku, kiedy stała się kolonią Nowej Rudy. Na terenie Tworzykowa zbudowano wtedy lazaret, obecnie jest to szpital bracki. Po 1945 roku kolonia nadal się rozwijała, na jej terenie wzniesiono „Osiedle Piastowskie”.

## Zabytki
Powyżej Tworzykowa, na rozstaju polnych dróg znajduje się nieużytkowana kaplica Czternastu Świętych Wspomożycieli, pochodząca z 1843 roku. 

## Szlaki turystyczne
Przez Tworzyków prowadzi  szlak turystyczny z Nowej Rudy przez Włodzicką Górę do Świerków.